# Nahverkehrsservice Sachsen-Anhalt

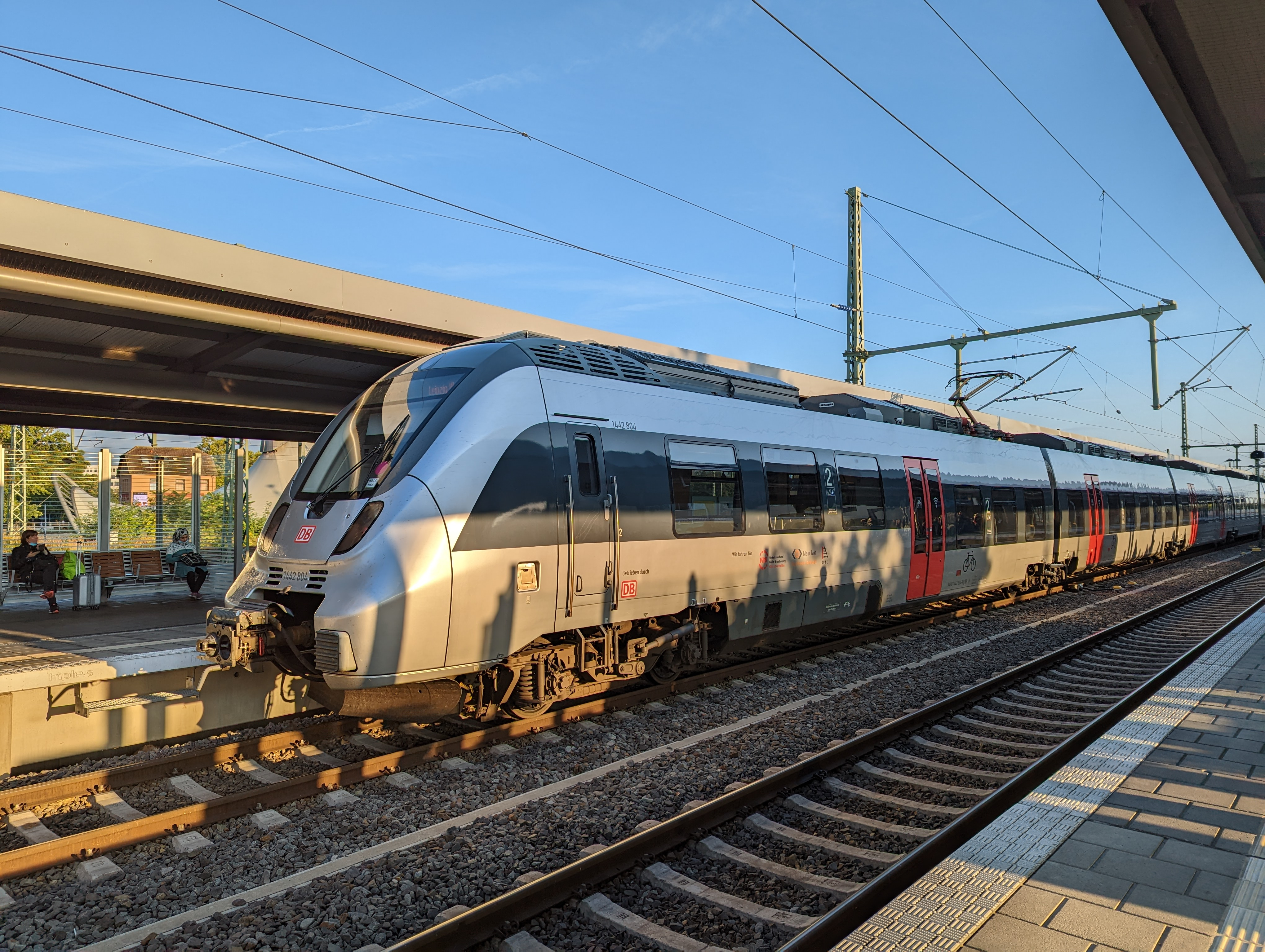
Bombardier Talent 2 der DB Regio Südost im Landesnetz Sachsen-Anhalt der NASA

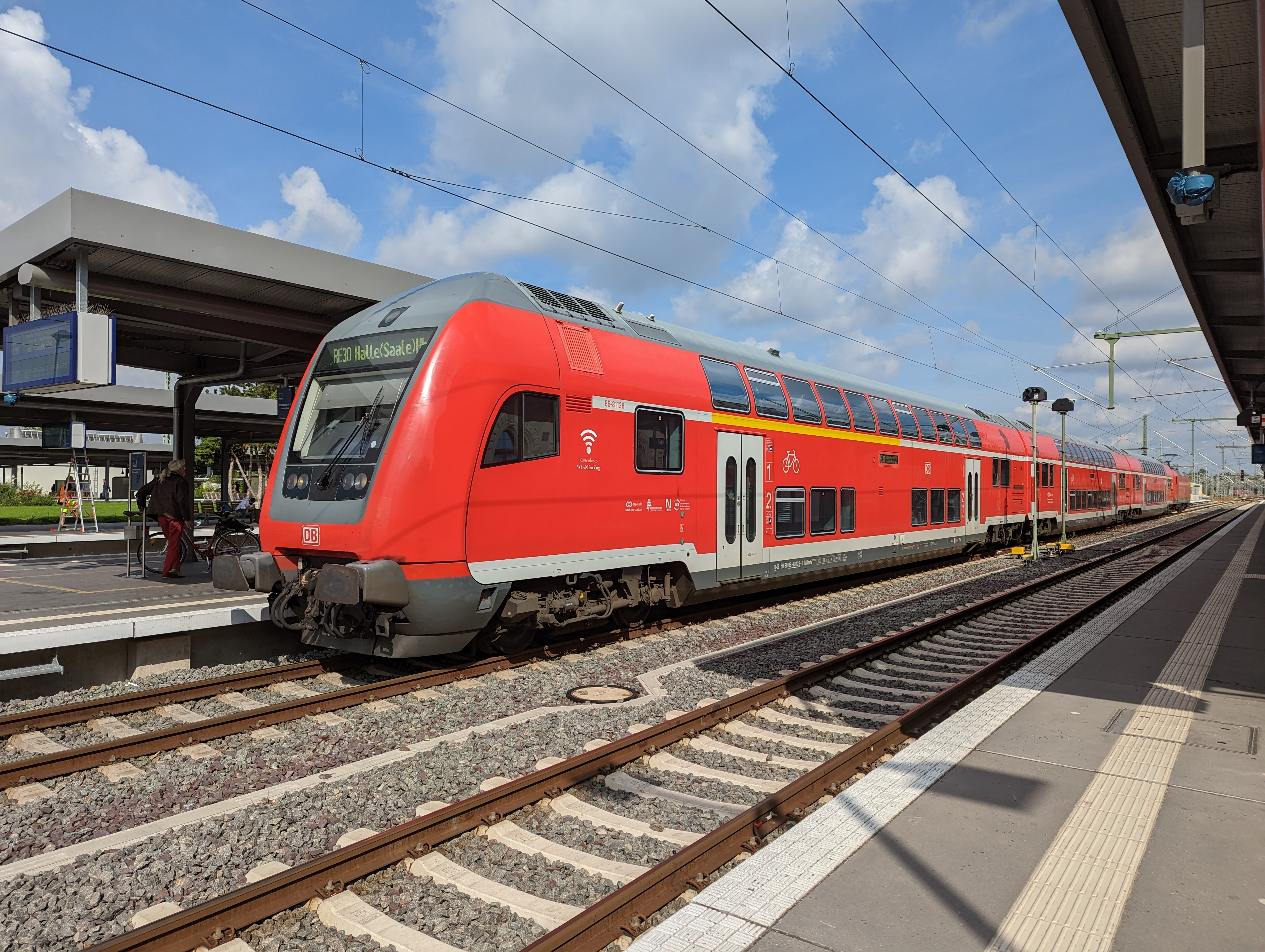
Doppelstockwagen der DB Regio Südost im Landesnetz Sachsen-Anhalt

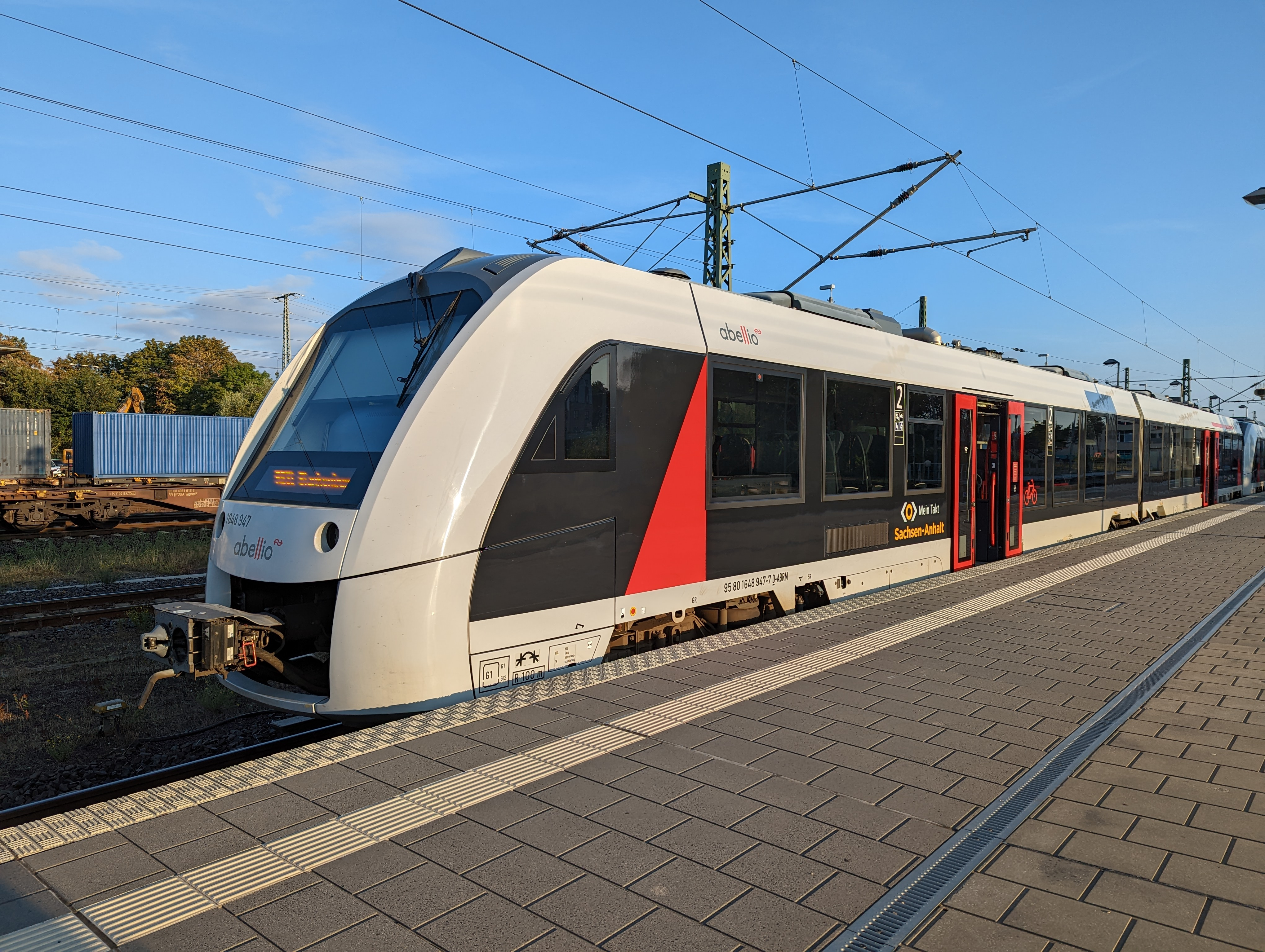
Alstom Coradia LINT 41 von Abellio Rail Mitteldeutschland im Landesnetz Sachsen-Anhalt

Die Nahverkehrsservice Sachsen-Anhalt GmbH (NASA) ist eine vollständig durch das Land Sachsen-Anhalt getragene Kapitalgesellschaft. Sie plant, bestellt und bezahlt im Landesauftrag den Schienenpersonennahverkehr (SPNV) im Rahmen des Regionalisierungsgesetzes für ein Streckennetz von 1.541 Kilometern mit 332 Bahnstationen (Stand Dezember 2021). In Kooperation mit dem Mitteldeutschen Verkehrsverbund (MDV) und den beteiligten Verkehrsunternehmen betreibt sie das Fahrgastinformationssystem INSA.

## Aufgaben
Die Aufgaben der NASA werden in ihrem Geschäftsbesorgungsvertrag mit dem Land Sachsen-Anhalt geregelt und sehen eine Mitwirkung am ÖPNV-Plan und am Rahmenplan für Intelligente Verkehrssysteme (IVS-Rahmenplan) sowie die Umsetzung dieser Pläne vor. Dazu beschäftigt sie sich mit den im Folgenden aufgelisteten Themenfeldern.

### Schienenverkehr
Als SPNV-Aufgabenträger bestimmt die NASA, auf welchen Strecken wie oft Züge fahren und bezahlt diese Leistungen. Dazu führt die NASA europaweite Ausschreibungen von Schienenverkehrsleistungen durch, um durch den Wettbewerb unter den Eisenbahnverkehrsunternehmen (EVU) ein möglichst wirtschaftliches Angebot zu erhalten. Beim Abschluss von Verkehrsverträgen macht sie detaillierte Vorgaben zu Fahrzeugen, Komfort, Betriebsqualität und anderen Aspekten, deren Einhaltung laufend überprüft wird. Bei Mängeln kann die NASA finanzielle Mittel zurückfordern, was im Jahr 2021 Rückforderungen von insgesamt 8,6 Mio. Euro zur Folge hatte. Davon war fast die Hälfte auf Unpünktlichkeit zurückzuführen, andere Gründe waren unter anderem abweichende Zugbildungen, Nichteinhaltung von Reinigungsintervallen oder die Nichtbesetzung von Zügen mit Servicepersonal. Im Jahr 2021 galten insgesamt 94,5 % aller Züge als pünktlich und etwa 5,4 % als ausgefallen.

### Busverkehr
Die NASA koordiniert die Förderung landesbedeutsamer Buslinien und unterstützt die für diese Linien zuständigen ÖSPV-Aufgabenträger bei der Umsetzung der vorgegebenen Angebotsstandards und Qualitätsmerkmale. Die SPNV-Angebote bilden gemeinsam mit den landesbedeutsamen Buslinien das Bahn-Bus-Landesnetz Sachsen-Anhalt. Gemäß dem ÖPNV-Plan folgt die Angebotsplanung im Bahn-Bus-Landesnetz dem Prinzip des Integralen Taktfahrplans. So sollen eine regelmäßige Bedienung, möglichst kurze Gesamtreisezeiten und vielfältige Anschlussverbindungen sichergestellt werden.

### Verkehrsinfrastruktur
Im Auftrag des Landes betreut die NASA verschiedene Investitions- und Förderprogramme für die ÖPNV-Infrastruktur. Dazu zählen das Bahnhofsprogramm zum Neu- und Umbau von Bahnsteiganlagen, das Infrastrukturprogramm zur Verbesserung der Eisenbahninfrastruktur für den SPNV, das REVITA-Programm zur Revitalisierung von Empfangsgebäuden an Bahnhöfen sowie das Schnittstellenprogramm, welches sich mit dem Neu- und Umbau von Bahnhofsumfeldern, Busbahnhöfen, B+R- und P+R-Anlagen befasst. Zudem fungiert die NASA als Bewilligungsbehörde für das Haltestellenprogramm zum barrierefreien Neu- und Umbau von ÖSPV-Haltestellen, das Sonderprogramm „Stadt und Land“ zur Förderung des Alltagsradverkehrs und das Ladeinfrastrukturprogramm für die Schaffung einer öffentlich zugänglichen Ladeinfrastruktur für Elektrofahrzeuge.

### Fahrgastinformationssysteme
Gemeinsam mit dem Mitteldeutschen Verkehrsverbund betreibt die NASA das Fahrplanauskunftssystem INSA. Zur Gewinnung der Echtzeitdaten werden interessierten Busunternehmen Bordcomputer zur Vermietung angeboten, die die Position der Fahrzeuge an das INSA-Betriebsleitsystem übermitteln, um reale Ankunftszeiten ermitteln zu können. Die gewonnenen Daten werden auch ausgewählten Drittanbietern zur Verfügung gestellt, die diese für ihre eigenen Auskunftsportale nutzen können. Für wichtige Knotenpunkte des Landesnetzes werden darüber hinaus dynamischen Fahrgastinformationsanzeiger beschafft.

### Verwaltung der Fahrgeldeinnahmen
Bei den meisten SPNV-Verkehrsverträgen stehen dem Land die erwirtschafteten Fahrgeldeinnahmen zu. Die NASA vertritt daher in den Verkehrsverbünden und Tarifgemeinschaften die Interessen des Landes im Hinblick auf Tarif, Vertrieb und Einnahmeaufteilung. Gemäß eines Leitprojekts des ÖPNV-Plans treibt die NASA im Auftrag des Landes die Umsetzung flächendeckender Verbundstrukturen voran und unterstützt in diesem Zusammenhang auch die jeweiligen Verbünde und Gebietskörperschaften.

### Intelligente Verkehrssysteme
Die NASA unterstützt das Ministerium für Infrastruktur und Digitales bei der Umsetzung des Rahmenplans zur Förderung Intelligenter Verkehrssysteme in Sachsen-Anhalt. Konkret sollen so unter anderem alternative Mobilitätsformen, der Austausch von Mobilitätsdaten zum autonomen Fahren und die generelle Entwicklung im Verkehrsbereich vorangebracht werden. Dabei kümmert sich die NASA vorrangig um die Belange des ÖPNV wie z. B. Fahrgastinformation, E-Ticketing, Anschlusssicherung und flexible Bedienformen, aber auch die Förderung der Elektromobilität.

### Ansprechpartner für Bevölkerung und Politik
Für Vertreter aus Landesverwaltung und Politik steht die NASA als Ansprechpartner zum Nahverkehr in Sachsen-Anhalt zur Verfügung. Auch mit den ÖPNV-Aufgabenträgern und Verkehrsunternehmen steht sie im fachlichen Austausch. Zur Kommunikation mit Fahrgästen bietet die NASA Dialogformate wie das Fahrgastforum Sachsen-Anhalt, eine jährliche Fahrplanvorschau und Social-Media-Kanäle an. Zudem kümmert sie sich um die Vermarktung des Landesnetzes und wirbt für die allgemeine Nutzung von Öffentlichen Verkehrsmitteln.

## Ausschreibungen

### Verträge
In der nachfolgenden Tabelle sind die bisherigen und folgenden SPNV-Ausschreibungen der NASA mit den bekannten Vertragsdaten aufgelistet:
| Name der Ausschreibung                             | Linien | Vertragslaufzeit                                                                                          | Verkehrsleistung pro Jahr | Gewinner                       |
| -------------------------------------------------- | --- | --- | ------------------------- | ------------------------------ |
| Nordharznetz                                       | - RE 11 Magdeburg – Halberstadt – Quedlinburg – Thale - RE 21 Magdeburg – Halberstadt – Wernigerode – Goslar - RE 24 Halberstadt – Aschersleben – Könnern – Halle (Saale) - RE 31 Magdeburg – Halberstadt – Blankenburg (Harz) - RB 43 Magdeburg – Dodendorf – Langenweddingen – Oschersleben (Bode) - RB 44 Halberstadt – Gatersleben – Aschersleben - RB 47 Halle (Saale) – Halle-Trotha – Wallwitz – Könnern – Bernburg | 12/2005 – 12/2017                                                                                         | 3,1 Mio. Zugkilometer     | Transdev Sachsen-Anhalt        |
| Altmark-Börde-Anhalt                               | - RE 6 Magdeburg – Haldensleben – Oebisfelde – Wolfsburg - RE 10 Magdeburg – Staßfurt – Sangerhausen – Artern – Sömmerda – Erfurt - RB 33 Stendal – Tangermünde - RB 35 Stendal – Uchtspringe – Gardelegen – Oebisfelde – Wolfsburg - RB 36 Magdeburg – Barleben – Haldensleben – Oebisfelde – Wolfsburg - RB 41 Magdeburg – Schönebeck (Elbe) – Staßfurt – Güsten – Aschersleben - RB 48 Magdeburg – Schönebeck (Elbe) – Calbe (Saale) Ost – Bernburg - RB 50 Dessau – Köthen – Bernburg – Güsten – Aschersleben | 12/2006 – 12/2018                                                                                         | 4,6 Mio. Zugkilometer     | DB Regio Südost                |
| Sachsen-Anhalt-Süd                                 | - RB 76 Weißenfels – Teuchern – Theißen – Zeitz - RB 77 Naumburg (Saale) Ost – Freyburg – Laucha – Nebra – Wangen - RB 78 Merseburg – Braunsbedra – Mücheln – Querfurt | 01/2007 – 12/2018                                                                                         | 1,5 Mio. Zugkilometer     | DB Regio Südost                |
| Ostthüringer Dieselnetz                            | - RE 12 Leipzig – Zeitz – Gera – Saalfeld - RB 22 Leipzig – Zeitz – Gera – Saalfeld | 06/2012 – 12/2024                                                                                         | 0,3 Mio. Zugkilometer     | Erfurter Bahn                  |
| Stadtbahn Berlin                                   | Los 1: - RE 1 Magdeburg – Potsdam – Berlin – Frankfurt (Oder) – Cottbus | 12/2012 – 12/2022                                                                                         | 1,1 Mio. Zugkilometer     | DB Regio Nordost               |
| Stadtbahn Berlin                                   | Los 2: - RE 4 Stendal – Rathenow – Berlin – Ludwigsfelde – Jüterbog | 12/2012 – 12/2022                                                                                         | 1,1 Mio. Zugkilometer     | Ostdeutsche Eisenbahn          |
| Stadtbahn Berlin                                   | Los 3: - RE 7 Dessau – Bad Belzig – Berlin – Wünsdorf-Waldstadt | 12/2012 – 12/2022                                                                                         | 1,1 Mio. Zugkilometer     | DB Regio Nordost               |
| Mitteldeutsches S-Bahn-Netz                        | - S 2 Bitterfeld – Delitzsch – Leipzig – Markkleeberg-Gaschwitz | 12/2013 – 12/2015                                                                                         | 1,1 Mio. Zugkilometer     | DB Regio Südost                |
| Mitteldeutsches S-Bahn-Netz                        | - S 3 Halle-Nietleben – Halle (Saale) – Leipzig – Leipzig-Stötteritz - S 5/5X Halle (Saale) – Leipzig/Halle Flughafen – Leipzig – Zwickau | 12/2013 – 12/2025                                                                                         | 1,1 Mio. Zugkilometer     | DB Regio Südost                |
| Elektro Nord                                       | - RE 20 Magdeburg – Stendal – Salzwedel – Uelzen - RE 30 Magdeburg – Köthen – Halle (Saale) - RB 32 Stendal – Hohenwulsch – Salzwedel - RB 40 Braunschweig – Helmstedt – Magdeburg – Burg (– Genthin) - S 1 Schönebeck-Bad Salzelmen – Magdeburg – Stendal – Wittenberge | 12/2013 – 12/2028                                                                                         | 5,6 Mio. Zugkilometer     | DB Regio Südost                |
| Nord-Süd-Tunnel Berlin                             | - RE 3 Lutherstadt Wittenberg – Jüterbog – Berlin – Schwedt (Oder) - RE 3 Falkenberg (Elster) – Jüterbog – Berlin – Stralsund | 12/2014 – 12/2026                                                                                         | 0,2 Mio. Zugkilometer     | DB Regio Nordost               |
| RX Halle (Saale) – Goslar                          | - RE 4 Halle (Saale) – Aschersleben – Halberstadt – Wernigerode – Goslar | 12/2015 – 12/2018                                                                                         | 0,9 Mio. Zugkilometer     | Transdev Sachsen-Anhalt        |
| Zugverbindung von Stendal nach Rathenow            | - RB 34 Stendal – Rathenow | 12/2015 – 12/2018                                                                                         | 0,2 Mio. Zugkilometer     | Ostdeutsche Eisenbahn          |
| Mitteldeutsches S-Bahn-Netz Teil II                | - RE 13 Magdeburg – Dessau – Bitterfeld – Delitzsch – Leipzig - RE 14 Magdeburg – Dessau – Lutherstadt Wittenberg – Falkenberg (Elster) - RB 42 Magdeburg – Zerbst – Dessau - RB 51 Dessau – Lutherstadt Wittenberg – Falkenberg (Elster) - S 2 (Jüterbog – Lutherstadt Wittenberg / Dessau –) Bitterfeld – Delitzsch – Leipzig – Markkleeberg-Gaschwitz - S 8 (Lutherstadt Wittenberg / Dessau –) Bitterfeld – Halle (Saale) - S 9 Eilenburg – Delitzsch – Halle (Saale) | 12/2015 – 12/2030                                                                                         | 5,6 Mio. Zugkilometer     | DB Regio Südost                |
| Saale–Thüringen–Südharz                            | - RE 9 Halle (Saale) – Lutherstadt Eisleben – Sangerhausen – Nordhausen – Leinefelde – Kassel-Wilhelmshöhe - SE 15 Leipzig – Weißenfels – Naumburg (Saale) – Jena – Saalfeld (Saale) - RE 16 Halle (Saale) – Naumburg (Saale) – Weimar – Erfurt - RE 17 Leipzig – Weißenfels – Naumburg (Saale) – Weimar – Erfurt - RE 19 Halle (Saale) – Lutherstadt Eisleben – Sangerhausen – Nordhausen – Leinefelde - RB 20 Halle (Saale) – Merseburg – Weißenfels – Naumburg – Weimar – Erfurt – Gotha – Eisenach - RB 24 Großheringen – Jena – Saalfeld (Saale) - RB 51 Nordhausen – Leinefelde – Heilbad Heiligenstadt - RB 59 Sangerhausen – Artern – Sömmerda – Erfurt - RB 75 Halle (Saale) – Lutherstadt Eisleben (– Sangerhausen – Nordhausen) | 12/2015 – 12/2030                                                                                         | 9,2 Mio. Zugkilometer     | Abellio Rail Mitteldeutschland |
| Nordharznetz                                       | - RE 11 Magdeburg – Halberstadt – Quedlinburg – Thale - RE 21 Magdeburg – Halberstadt – Wernigerode – Goslar - RE 24 Halberstadt – Aschersleben – Könnern – Halle (Saale) - RE 31 Magdeburg – Halberstadt – Blankenburg (Harz) - RB 43 Magdeburg – Dodendorf – Langenweddingen – Oschersleben (Bode) - RB 44 Halberstadt – Gatersleben – Aschersleben - RB 47 Halle (Saale) – Halle-Trotha – Wallwitz – Könnern – Bernburg | 12/2017 – 12/2018                                                                                         | 3,0 Mio. Zugkilometer     | Transdev Sachsen-Anhalt        |
| Dieselnetz Sachsen-Anhalt (DISA I)                 | Los A: - RE 4 Halle (Saale) – Aschersleben – Halberstadt – Wernigerode – Goslar - RE 11 Magdeburg – Halberstadt – Quedlinburg – Thale - RE 21 Magdeburg – Halberstadt – Wernigerode – Goslar - RE 24 Halberstadt – Aschersleben – Könnern – Halle (Saale) - RE 31 Magdeburg – Halberstadt – Blankenburg (Harz) - RB 43 Magdeburg – Dodendorf – Langenweddingen – Oschersleben (Bode) | 12/2018 – 12/2024 (ursprünglich bis 12/2032 geplant, aufgrund von Insolvenz verkürzt)                     | 3,9 Mio. Zugkilometer     | Abellio Rail Mitteldeutschland |
| Dieselnetz Sachsen-Anhalt (DISA I)                 | Los B: - RE 6 Magdeburg – Haldensleben – Oebisfelde – Wolfsburg - RE 10 Magdeburg – Staßfurt – Sangerhausen – Artern – Sömmerda – Erfurt - RB 35 Stendal – Uchtspringe – Gardelegen – Oebisfelde – Wolfsburg - RB 36 Magdeburg – Barleben – Haldensleben – Oebisfelde – Wolfsburg - RB 41 Magdeburg – Schönebeck (Elbe) – Staßfurt – Güsten – Aschersleben - RB 47 Halle (Saale) – Halle-Trotha – Wallwitz – Könnern – Bernburg - RB 48 Magdeburg – Schönebeck (Elbe) – Calbe (Saale) – Bernburg - RB 50 Dessau – Köthen – Bernburg – Güsten – Aschersleben - RB 77 Naumburg (Saale) Ost – Freyburg – Laucha – Nebra – Wangen | 12/2018 – 12/2024 (ursprünglich bis 12/2032 geplant, aufgrund von Insolvenz verkürzt)                     | 5,1 Mio. Zugkilometer     | Abellio Rail Mitteldeutschland |
| Elbe-Altmark                                       | - RB 33 Stendal – Tangermünde - RB 34 Stendal – Rathenow | 12/2018 – 12/2022                                                                                         | 0,4 Mio. Zugkilometer     | Hanseatische Eisenbahn         |
| Expresslinie von Halle (Saale) nach Jena-Göschwitz | - RE 18 Halle (Saale) – Merseburg – Weißenfels – Naumburg (Saale) – Jena-Göschwitz | 12/2018 – 12/2023                                                                                         | 0,5 Mio. Zugkilometer     | DB Regio Südost                |
| Elster-Geiseltal                                   | Los A: - RB 76 Weißenfels – Zeitz | 12/2019 – 12/2024                                                                                         | 0,3 Mio. Zugkilometer     | DB Regio Südost                |
| Elster-Geiseltal                                   | Los B: - RB 78 Merseburg – Querfurt | 12/2019 – 12/2032                                                                                         | 0,4 Mio. Zugkilometer     | DB Regio Südost                |
| Elbe-Spree                                         | Los 1: - RE 1 Magdeburg – Brandenburg – Berlin – Frankfurt (Oder) – Eisenhüttenstadt (– Cottbus) | 12/2022 – 12/2034                                                                                         | 6,3 Mio. Zugkilometer     | Ostdeutsche Eisenbahn          |
| Elbe-Spree                                         | Los 3: - RE 7 Dessau – Bad Belzig – Berlin – Lübben – Senftenberg | 12/2022 – 12/2034                                                                                         | 5,9 Mio. Zugkilometer     | DB Regio Nordost               |
| Elbe-Altmark II                                    | - RB 33 Stendal – Tangermünde - RB 34 Stendal – Rathenow | 12/2022 – 12/2028                                                                                         | 0,4 Mio. Zugkilometer     | Hanseatische Eisenbahn         |
| Mitteldeutsches S-Bahn-Netz (Übergang)             | - S 3 Halle-Nietleben – Halle (Saale) Hbf – Leipzig Hbf – Leipzig-Stötteritz - S 5/5X Halle (Saale) Hbf – Leipzig/Halle Flughafen – Leipzig Messe – Leipzig Hbf – Zwickau | 12/2025 – 12/2026                                                                                         | 1,1 Mio. Zugkilometer     | DB Regio Südost                |
| Mitteldeutsches S-Bahn-Netz 2025+                  | Los 1: - S 6 Naumburg – / Merseburg – Markranstädt – Leipzig – Borna – Geithain | 12/2026 – 12/2038                                                                                         | 3,0 Mio. Zugkilometer     | DB Regio Südost                |
| Mitteldeutsches S-Bahn-Netz 2025+                  | Los 2: - S 3 Halle-Nietleben – Halle (Saale) Hbf – Leipzig Hbf – Leipzig-Stötteritz - S 5 Halle-Trotha – Halle (Saale) Hbf – Leipzig/Halle Flughafen – Leipzig Messe – Leipzig Hbf – Glauchau/Zwickau - S 5X Halle-Trotha – Halle (Saale) Hbf – Leipzig/Halle Flughafen – Leipzig Hbf – Zwickau / – Plauen | 12/2026 – 12/2038                                                                                         | 6,1 Mio. Zugkilometer     | Die Länderbahn                 |
| Dieselnetz Sachsen-Anhalt (DISA II)                | - RE 4 Halle (Saale) – Aschersleben – Halberstadt – Goslar - RE 6 Magdeburg – Haldensleben – Oebisfelde – Wolfsburg - RE 10 Magdeburg – Schönebeck (Elbe) – Sangerhausen – Sömmerda – Erfurt - RE 11 Magdeburg – Halberstadt – Quedlinburg – Thale - RE 21 Magdeburg – Halberstadt – Wernigerode – Goslar - RE 24 Halberstadt – Aschersleben – Halle (Saale) - RE 31 Magdeburg – Halberstadt – Blankenburg (Harz) - RB 35 Stendal – Gardelegen – Oebisfelde – Wolfsburg - RB 36 Magdeburg – Haldensleben – Oebisfelde – Wolfsburg - RB 41 Magdeburg – Schönebeck (Elbe) – Güsten – Aschersleben - RB 43 Magdeburg – Osterweddingen – Oschersleben (Bode) - RB 44 Halberstadt – Gatersleben – Aschersleben - RB 47 Halle (Saale) – Könnern – Bernburg – Calbe(Saale) – Magdeburg - RB 50 Dessau – Köthen – Bernburg – Güsten – Aschersleben - RB 77 Naumburg (Saale) Ost – Freyburg – Nebra – Wangen - HBX Magdeburg – Potsdam – Berlin Ostbahnhof (Einzelleistung am Wochenende) | 12/2024 – 12/2032 (Übernahme von Fahrzeugen von Abellio Rail Mitteldeutschland aufgrund dessen Insolvenz) | 9,4 Mio. Zugkilometer     | start                          |
| Ostthüringennetz                                   | - RE 12 Leipzig – Zeitz – Gera – Weida – Pößneck – Saalfeld – Blankenstein (Saale) - RB 22 Leipzig – Zeitz – Gera – Weida – Pößneck – Saalfeld - RB 76 Weißenfels – Zeitz | 12/2024 – 12/2036                                                                                         | 4,6 Mio. Zugkilometer     | Erfurter Bahn                  |
| Elektronetz Nord Magdeburg (ENORM)                 | - S 1 Schönebeck-Bad Salzelmen – Magdeburg – Burg - S 2 Magdeburg – Zielitz - RE 20 Magdeburg – Stendal – Salzwedel – Uelzen - RB 30 Halle (Saale) – Köthen – Magdeburg – Stendal – Wittenberge - RB 40 Braunschweig – Helmstedt – Magdeburg | 12/2028 – 12/2029 (erste Betriebsstufe)                                                                   | 7,6 Mio. Zugkilometer     | DB Regio                       |
| Elektronetz Nord Magdeburg (ENORM)                 | - S 1 Schönebeck-Bad Salzelmen – Magdeburg – Burg - S 2 Magdeburg – Zielitz - RE 20 Magdeburg – Stendal – Salzwedel – Uelzen - RB 30 Halle (Saale) – Köthen – Magdeburg – Stendal – Wittenberge - RB 40 Braunschweig – Helmstedt – Magdeburg | 12/2029 – 12/2043 (zweite Betriebsstufe)                                                                  | 7,9 Mio. Zugkilometer     | DB Regio                       |

### Bestellvolumen
Im Jahr 2007 wurden bei den beiden EVU DB Regio und Transdev Sachsen-Anhalt Verkehrsleistungen im Umfang von rund 25 Millionen Zugkilometern (Zugkm) bestellt. Davon entfielen 88,4 Prozent auf die DB Regio AG, zu der auch die regionalen Marken Burgenlandbahn und Elbe-Saale-Bahn gehören. Die NASA bezuschusste diesen SPNV mit 257,3 Millionen Euro. Dies bedeutet, dass ein bestellter Zugkilometer im Jahr 2007 durchschnittlich 10,29 Euro gekostet hat.
Aufgrund der Kürzung der Regionalisierungsmittel ab 2006 begann die NASA mit der Untersuchung der SPNV-Würdigkeit von sechs Eisenbahnstrecken. Als Ergebnis wurde zum Fahrplanwechsel im Dezember 2007 der Verkehr auf den Strecken Merseburg–Halle-Nietleben, Köthen–Aken und Lutherstadt Wittenberg–Bad Schmiedeberg abbestellt. Auf der zuletzt genannten Strecke konnte der Personenverkehr jedoch in verringertem Umfang zunächst bis 2010 aufrechterhalten werden, da der Landkreis Wittenberg einen Teil der für den Schienenersatzverkehr vorgesehenen Mittel in einen bedarfsorientierten Zugverkehr investiert.
Auf den Strecken Merseburg–Schafstädt, Berga-Kelbra–Stolberg und Naumburg–Teuchern kam es zur Reduzierung des Zugangebotes. Das Bestellvolumen verringerte sich damit 2007 gegenüber dem Vorjahr um rund 234.000 Zugkilometer.
Aufgrund der geringen Fahrgastnachfrage wurde im Dezember 2010 der verbliebene SPNV auf der Strecke Naumburg Ost – Teuchern eingestellt. Im Dezember 2011 folgten die Strecken Berga-Kelbra–Stolberg und Biederitz–Loburg, wobei letztere nicht wegen zu geringer Fahrgastnachfrage, sondern wegen des schlechten Infrastrukturzustandes und des nicht mehr haltbaren Fahrplans eingestellt wurde. Im August 2014 gab die NASA bekannt, dass die Verbindungen Merseburg–Schafstädt, Pratau–Bad Schmiedeberg und Klostermansfeld–Wippra wegen geringer Nachfrage und einer negativen Entwicklung in den letzten Jahren zwischen Dezember 2014 und April 2015 abbestellt werden. Die abbestellten SPNV-Verbindungen erhielten ein Ersatzangebot durch vom Land finanzierte Landesbedeutsame Buslinien, die als Landesnetz bezeichnet werden.

## Sonstiges

### Mobilitätsprojekt „Auf Achse mit Bahn und Bus“
In Kooperation mit dem sachsen-anhaltischen Kultusministerium betreut die NASA das Mobilitätsprojekt „Auf Achse mit Bahn und Bus“. Im Rahmen des Projekts werden Unterrichtsstunden durchgeführt und Projekttage unterstützt, um Schüler auf die eigenständige Nutzung des ÖPNV vorzubereiten. Auch für Senioren werden Informationsveranstaltungen angeboten, die sich unter anderem mit der Ticketauswahl und der Bedienung von digitalen Informations- und Vertriebskanälen beschäftigen.

### Mobilteam
Seit 2002 beschäftigt die NASA Mitarbeiter für das sogenannte „Mobilteam“. Diese sind nahezu täglich in den Zügen und Bussen des Landesnetzes im Einsatz, wo sie über Nahverkehrsangebote informieren, Fahrpläne verteilen sowie Fragen beantworten und Hinweise aufnehmen sollen. Außerdem unterstützen sie das Mobilitätsprojekt personell.

### Schülerferienticket-Modelcasting
Von 2001 bis 2022 veranstaltete die NASA einen Modelwettbewerb, bei dem die Gesichter für das Schülerferienticket gesucht wurden. Am Casting beteiligten sich jährlich weit über 2000 Jugendliche aus Sachsen-Anhalt. Das Auswahlverfahren fand jeweils im Sommer des Vorjahres statt.